# 薛國用
薛國用（1572年—1622年），號獻我，陝西西安府商州洛南縣人，明朝政治人物。

## 生平
萬曆二十五年（1597年）丁酉科陝西鄉試舉人，二十六年（1598年）戊戌科進士。工部觀政，授山西襄垣縣知縣，二十七年調湖廣江陵縣知縣，三十二年入為南京禮部祠祭司主事，三十五年補兵部主事，三十六年差巡视草场，四十年升职方司员外郎，四十一年升兵部車駕司郎中，本年出為山東參議，守遼東開原、赤城，四十三年升山西副使，四十七年升右參政，分守遼海道。泰昌元年（1620年）十月以都察院開原按察使。本年補寧海金復道參政，四十八年改遼海道參政，本年升右僉都御史、巡撫遼東。天啟元年（1621年）四月升兵部右侍郎兼都察院右僉都御史，經略遼東。不久請求辭職告養，二年（1622年）卒於官。

## 著作
有《黃龍紀事》。